# 清水六兵衛
清水 六兵衛（きよみず ろくべえ）は、江戸時代中期以来の清水焼陶工の名跡。

## 初代
（元文3年（1738年） - 寛政11年（1799年）3月）
摂津国東五百住村（現・高槻市）生まれ。幼名は古藤（ことう）栗太郎。寛延年間に京に出て清水焼の海老屋清兵衛に師事し、1771年（明和8年）独立して五条坂建仁寺町に窯を開き、名を六兵衛と改める。
妙法院宮の御庭焼に黒楽茶碗を供して六目印を受け、天竜寺の桂洲和尚より六角内に清字の印を受ける。土焼風の抹茶器、置物などを製作。号は愚斎。

## 2代
（寛政2年（1790年） - 万延元年（1860年）3月）
初代の子。文化8年（1811年）2代目を襲名。白磁器を焼く。号は静斎。

## 3代
（文政5年9月1日（1822年10月15日） - 明治16年（1883年）6月4日）
2代の次男。1853年（嘉永6年）、京都小御所に大雪見灯籠二基を焼成する。号は祥雲。
1868年頃、古藤六兵衛を清水（しみず）六兵衛に改める。
海外にも積極的に出品し賞を受賞。

## 4代
（嘉永元年（1848年） - 大正9年（1920年）11月）
3代の長男。のち清水六居。東京国立博物館蔵大灯籠を制作。号は祥鱗。
三代目 J SOUL BROTHERS from EXILE TRIBEのパフォーマー山下健二郎は、玄孫にあたる。

## 5代
（1875年3月6日 - 1959年8月1日）
4代の長男。のち清水六和。清水の読みを「きよみず」に改める。

## 6代
（1901年9月13日 - 1980年4月17日）
5代の長男。名は清水正太郎。
- 1920年（大正9年） - 京都市立美術工芸学校絵画科卒業。
- 1923年（大正12年） - 京都市立絵画専門学校（現：京都市立芸術大学）日本画科卒業[2]。

1931年、1934年に帝展で特選。
- 1945年（昭和20年） - 6代を襲名。
- 1948年（昭和23年） - 京都陶芸家クラブを結成。
- 1956年（昭和31年） - 「玄窯叢花瓶」で日本芸術院賞受賞
- 1962年（昭和37年） - 日本芸術院会員
- 1976年（昭和51年） - 文化功労者
- 1980年（昭和55年） - 日本橋髙島屋で開かれた「清水六兵衛歴代名陶展」の際に挨拶をしていたところ倒れ、死去。

豪華絢爛な作風で知られる。1976年の文化功労者顕彰時点では、「伝統芸術の継承とその上に立った創造」という課題を達成したとの評価を受けている。

## 7代
（1922年5月15日 - 2006年7月21日）
6代の長女と結婚後、養嗣子となる。東京芸術大学美術学部鋳金科卒業。
1967年から1987年まで作陶を中止、清水九兵衛を名乗り彫刻家として活躍、“Affinity”（親和）と題するシリーズ作品が著名、受賞多数。
1981年に7代目を襲名するも作陶再開は1987年。

## 8代
（1954年 - ）
7代の長男。名は清水柾博。2000年に8代を襲名。
京都造形芸術大学教授